# Emil Bærentzen
Emilius Ditlev Bærentzen, aussi connu sous le nom d'Emil Bærentzen, né le 30 octobre 1799 à Copenhague où il meurt le 14 février 1868 , est un portraitiste et lithographe danois, actif durant l’Âge d'or danois.

## Biographie
Né à Copenhague le 30 octobre 1799, Bærentzen devient apprenti dans une pharmacie à Nykøbing Sjælland puis part ensuite à Christiansted sur l'île danoise de Sainte-Croix aux Antilles où il travaille dans les bureaux du gouvernement. cinq ans plus tard il retourne au Danemark et, après être devenu juriste, se tourne vers la peinture qui n'avait été jusque-là pour lui qu'un passe-temps. En 1821 il entre à l'Académie royale des beaux-arts du Danemark où il étudie avec Christoffer Wilhelm Eckersberg. Il reçoit la petite médaille d'argent en 1826 et la grande médaille d'argent l'année suivante. Il devient rapidement un des portraitistes de Copenhague. Ses peintures sont caractérisées par un style élégant mais sobre, sans parures psychologiques, conformément à la pratique contemporaine. Une de ses œuvres la plus réussie est le portrait de la fiancée de Søren Kierkegaard, Regine Olsen (1840),.
En 1837 il se spécialise dans la lithographie avec H.L. Danschell qui gère l'usine de toile cirée de son beau-père-décédé où des pierres étaient utilisées pour colorer les tissus. Cela l'amène à créer une entreprise de lithographie, Emilius Bärentzen & Co.s litografiske Institut, qui deviendra plus tard Hoffensberg, Jespersen & Fr. Trap. Bærentzen a fait des lithographies de nombreuses personnalités de son époque. Il continue à travailler comme peintre et lithographe jusqu'en 1866, année où il peint le portrait de Cosmus Bræstrup pour la lôge des francs-maçons d'Helsingør.
Il meurt le 14 février 1868,.

## Quelques œuvres
Bærentzen était un artiste très populaire et productif :
- Familien Winther (1827)
- Familien Tutein (1828)
- Det Schramske familiebillede (1829)
- Anders Ancker (1829)
- En 110 år gammel invalid (1833)
- C.W. Eckersberg (1835)
- Slotspræst Søren Schiødte (1836)
- Søren Ludvig Tuxen (1837)
- Adam Oehlenschläger (1839)
- Regine Olsen (1840)
- Augusta Nielsen (c. 1840)
- Johanne Luise Heiberg (1841)
- Frederik VI på lit de parade (1841)
- Christian VIII (1842)
- Dronn. Caroline Amalie (1842)
- Laurids Skau (1844)
- Johan Fr. Schlegel (c. 1847)
- Johan Peter Emilius Hartmann
- Operasangerinden Catharine Simonsen f. Rysslaender (1844-45)

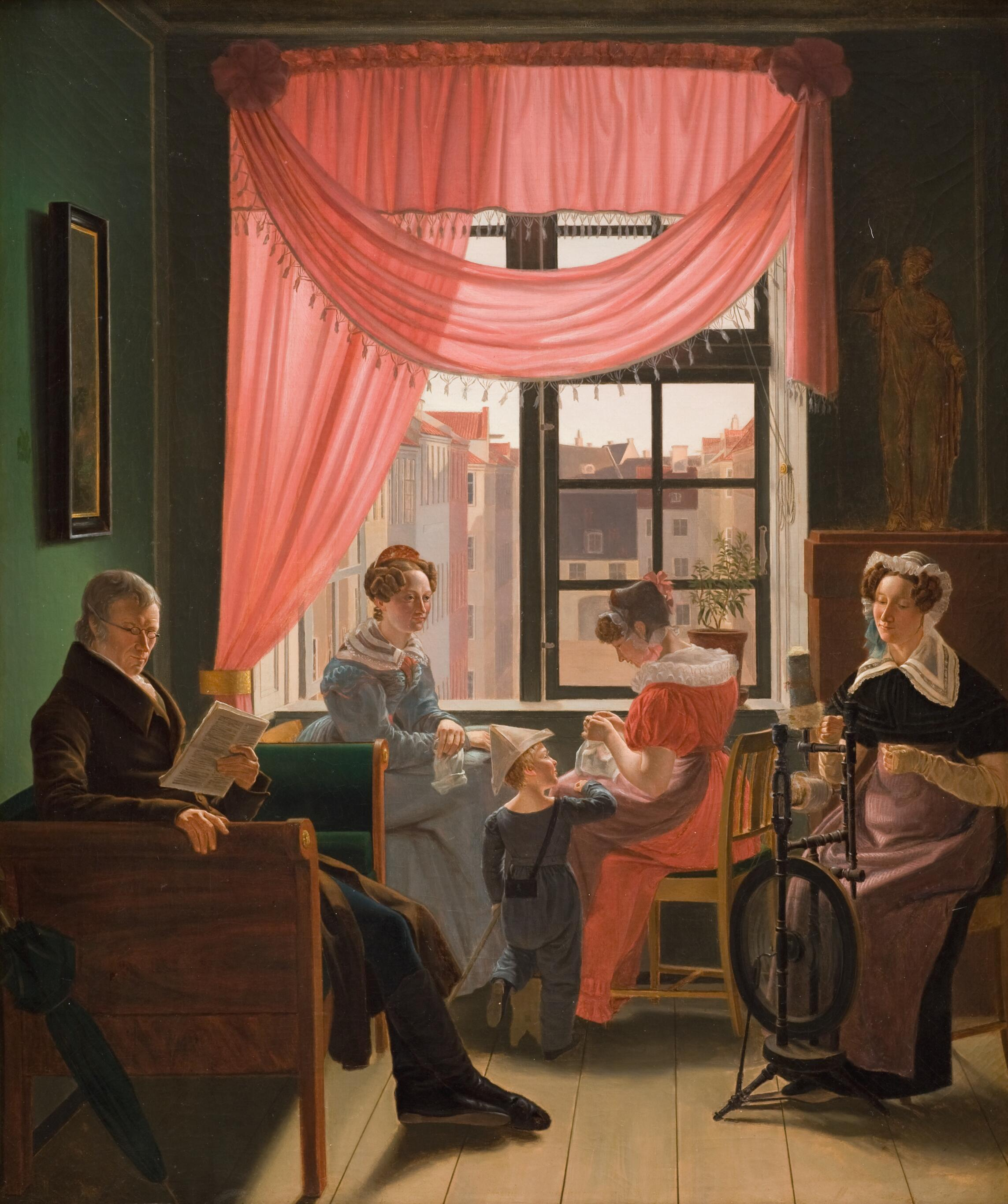
Bærentzen Familiebillede (1828)
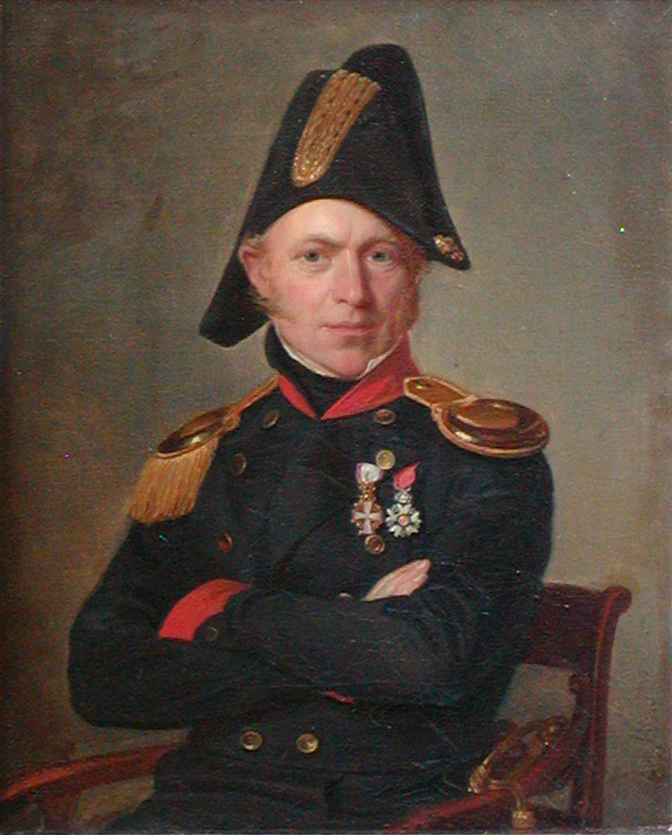
Søren Ludvig Tuxen (1837)
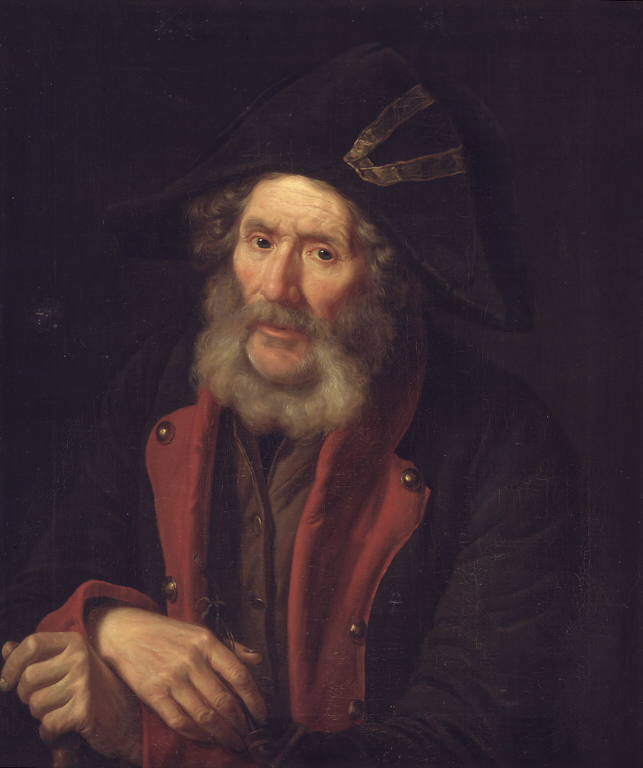
En gammel invalid. Portræt af en soldat (1828)
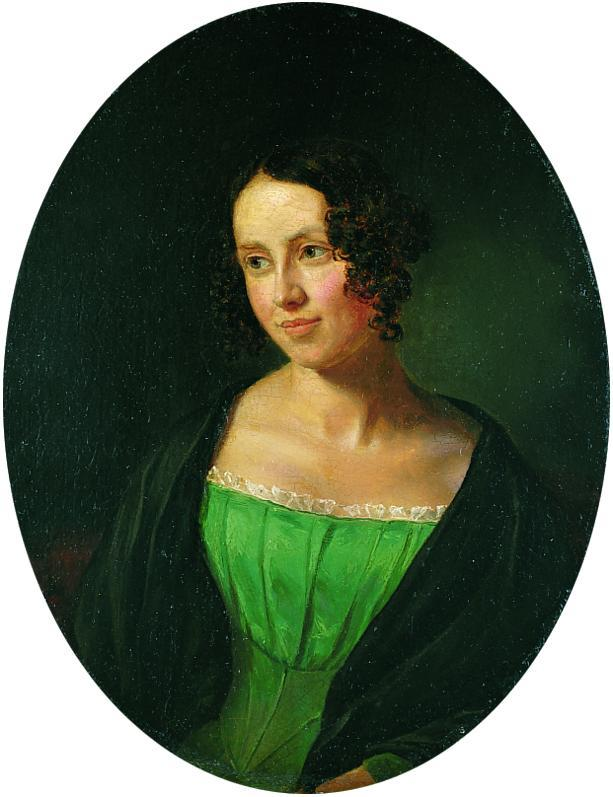
Regine Olsen (1840